# Josep Maria Magrinyà i Brull
Josep Maria Magrinyà i Brull (Barcelona, 1921 – Palma, 18 de setembre de 2014) fou un escolta i activista cultural balear d'origen català.
Nascut a Barcelona, va anar a Mallorca per fer el servei militar en els anys 1940. Allí va conèixer Paquita Bosch i Capó, amb la que es va casar el 1951 i s'hi va establir. El 1956 va començar a col·laborar amb el Moviment Escolta i Guiatge de Mallorca d'Eladi Homs Zimmer i Maria Ferret i Espanyol, i entre 1966 i 1977 ell i la seva dona van impulsar l'escoltisme a Mallorca. El 1985 ambdós formaren part del nucli fundador del Grup Blanquerna, creat per promoure l'estudi i la reflexió sobre la realitat nacional de Mallorca, i la formació del jovent des d'una perspectiva cristiana i progressista.
Entre el 1985 i el 1986 va formar part del secretariat tècnic de la Comissió Territorial de les Balears del II Congrés Internacional de la Llengua Catalana; entre 1987 i 1995 formà part del secretariat de l'Obra Cultural Balear, de la que n‘era soci des del 1965; i de 1988 al 1995 fou secretari de redacció de la revista cultural El Mirall, vinculada a l'OCB. El 1997 ell i la seva muller van rebre un dels Premis d'Actuació Cívica de la Fundació Lluís Carulla.
A les eleccions municipals espanyoles de 1999 i 2003 va anar a les llistes del PSM-Entesa Nacionalista al municipi de Calvià.